# Pierre Potier
Pierre Jean Paul Potier (* 22. August 1934 in Bois-Colombes, Département Seine, heute Département Hauts-de-Seine; † 3. Februar 2006 in Paris) war ein französischer Chemiker, bekannt für die Erforschung und Synthese von Naturstoffen mit Anwendungen als Chemotherapeutika.
Potier studierte Pharmakologie in Paris (Abschluss 1957) und wurde 1960 in Paris in Physik promoviert. Er befasste sich früh mit der Synthese und Analyse der Struktur von Naturstoffen. Für die Synthese von Naturstoffen nach biologischen Vorbildern entwickelte er eine Variante der Polonovski-Reaktion, angewandt zum Beispiel in der Synthese von Navelbine. Er war Direktor des chemischen Instituts für Naturstoffe (Institut de Chimie des Substances Naturelles, ICSN) des CNRS in Gif-sur-Yvette. Er war Professor für Chemie an der Universität Paris in Orsay, am französischen nationalen Museum für Naturgeschichte und an der University of Strathclyde.
Ab Ende der 1960er Jahre begann er nach Wirkstoffen gegen Krebs zu suchen. Sein Labor entwickelte den Tubulin-Test zur Suche nach Anti-Krebs-Mitteln und er war an der Entwicklung des Chemotherapeutikums Navelbine (gegen Brust- und Lungenkrebs, entwickelt von der französischen Pharmafirma Pierre Fabre) und der Synthese von Taxol beteiligt, das vorher aus Eiben gewonnen wurde. Auf der Suche nach dem Wirkstoff Taxol entstand unter Mitwirkung von Potier ein noch wirksameres Chemotherapeutikum, Taxotere, entwickelt bei Rhône-Poulenc.
Er war Mitglied der Académie des sciences, der französischen nationalen Akademie für Pharmakologie und der für Kieferchirurgie. Seit 1995 war er korrespondierendes Mitglied der Bayerischen Akademie der Wissenschaften. Potier war Gründer der japanisch-französischen Gesellschaft für medizinische Chemie und der französisch-US-amerikanischen chemischen Gesellschaft. 1998 erhielt er die Goldmedaille des CNRS, 1995 den Léopold-Griffuel-Preis und 2002 die Otto-Wallach-Plakette der Gesellschaft Deutscher Chemiker (GDCh). Er war Ritter der Ehrenlegion und Kommandeur des Ordre national du Mérite.
Ihm zu Ehren stiftete der französische Industrieminister 2005 den Prix Pierre Potier, der an Firmen für nachhaltige und innovative chemische Produkte vergeben wird.